# Terminoflustra barleei
Terminoflustra barleei är en mossdjursart som först beskrevs av Busk. 1860.  Terminoflustra barleei ingår i släktet Terminoflustra, och familjen Flustridae. Arten har ej påträffats i Sverige.